# Tertulia

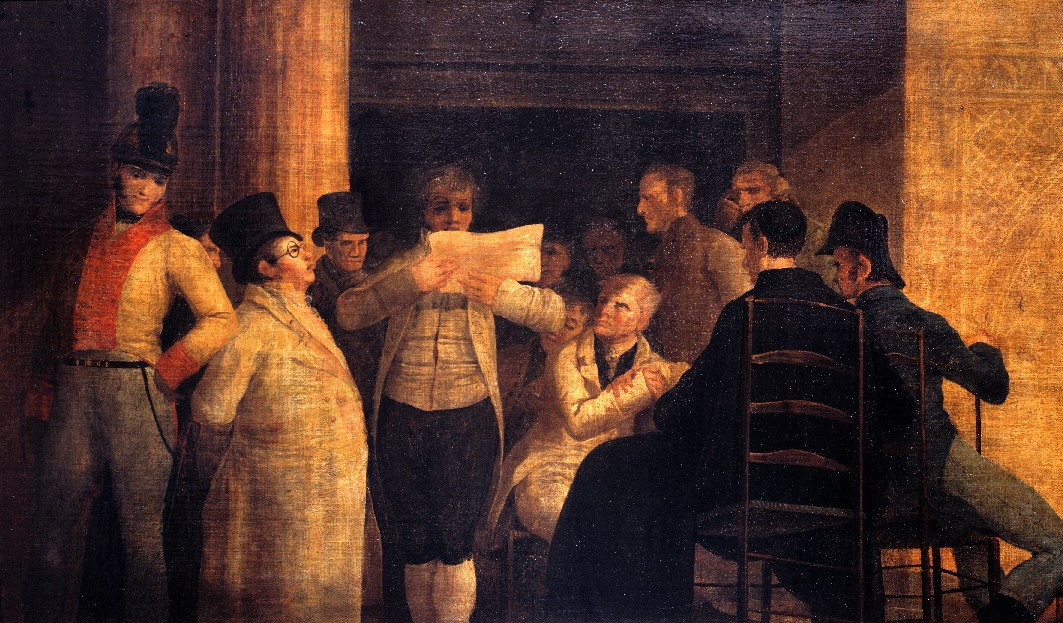
Tertulianos ilustrados en el café de Levante (1839), een schilderij van Leonardo Alenza ter versiering van de salons van dit café in Madrid.

Een tertulia (Spaans: [teɾˈtulja], Galicisch: [teɾˈtuljɐ]; Portugees: tertúlia [tɨɾˈtuliɐ]; Catalaans: tertúlia [təɾˈtuliə]) is een sociale bijeenkomst met een literaire of artistieke inslag, vooral in het Iberisch Schiereiland of in Latijns-Amerika. Tertulia betekent ook een informele bijeenkomst van mensen om te praten over actuele zaken, kunst, enz.

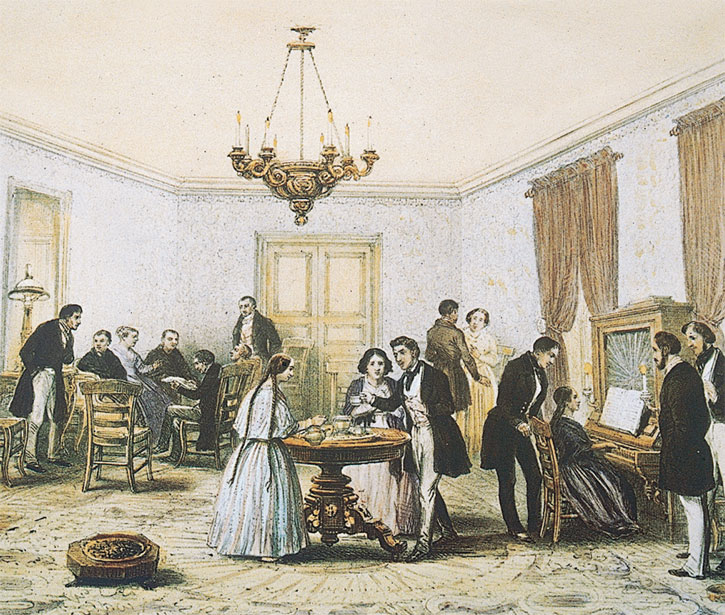
Tertulia tijdens de koloniale periode, 1790, in Santiago de Chile. Claudio Gay, 1848.
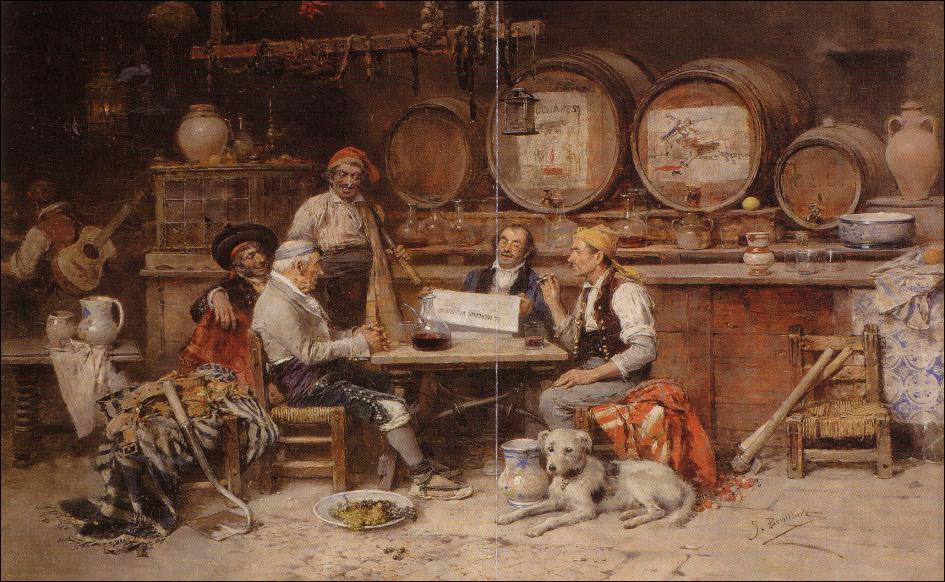
La tertulia (circa 1890), een schilderij van José Benlliure Gil waarop een landelijke bijeenkomst in een wijnkelder is afgebeeld.
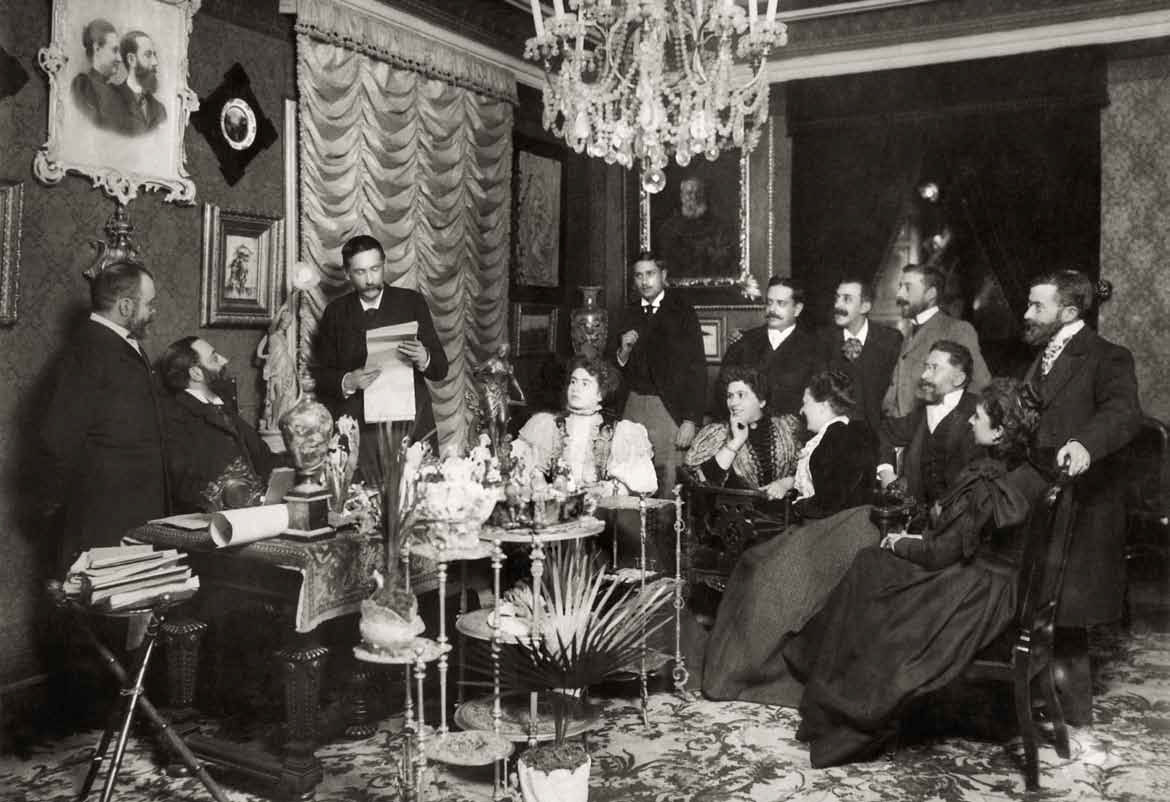
Benito Pérez Galdós en een litteraire tertulia (foto: Christian Franzen, 1897).
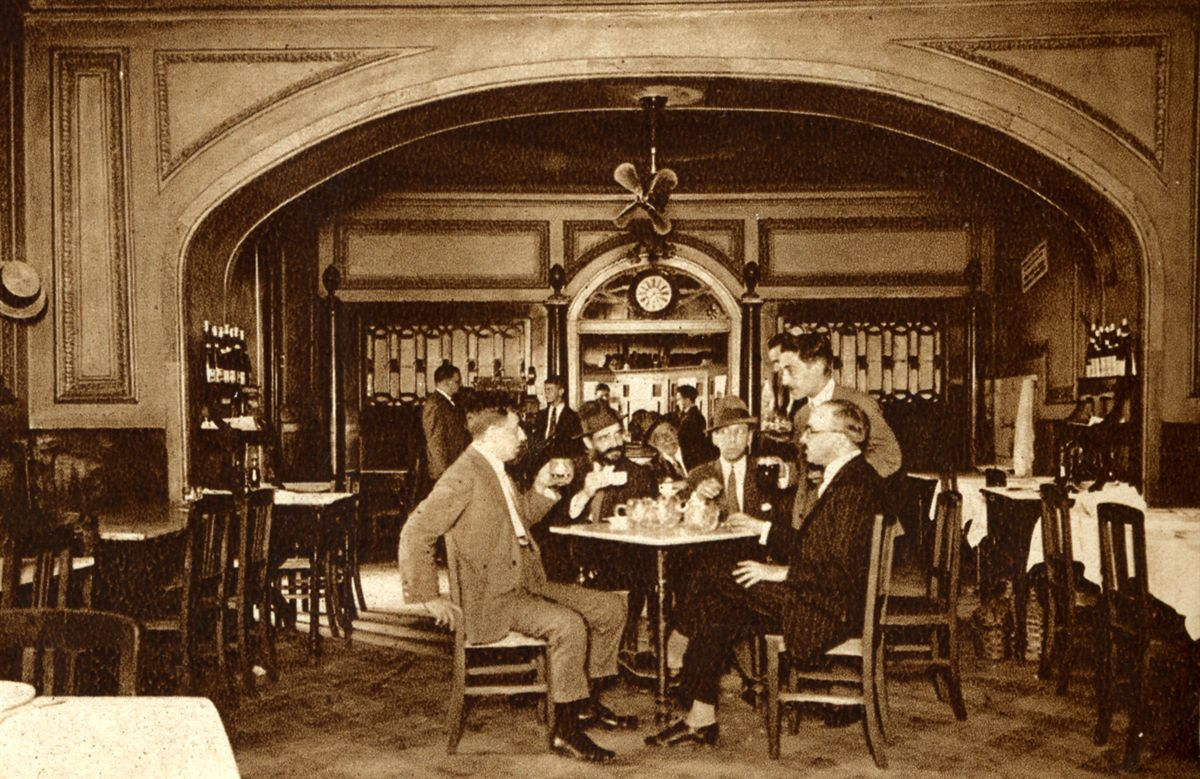
Raul Leal, António Botto, Augusto Ferreira Gomes en Fernando Pessoa in hun tertúlia in het Café Martinho da Arcada, in Lissabon in 1928.